# يكوتيئيل آدم
يكوتيئيل «كوتي» آدم (بالعبرية: יקותיאל "קותי" אדם‏) (3 نوفمبر 1927 - 10 يونيو 1982) جنرال إسرائيلي ونائب سابق لرئيس أركان الجيش الإسرائيلي.

## حياته
ولد في تل أبيب لوالديه يهودا وإليشيفا آدم (أداموف سابقًا). وسمي على اسم جده، يكوتيئيل رافاييف، الذي قُتل دفاعا عن بيتاح تكفا في قتال مع العرب عام 1916. كانت عائلته من يهود الجبل من منطقة القوقاز.
التحق ييكوتئيل بمنظمة الهاجاناه المسلحة وهو في الخامسة عشرة من عمره. وأصبح قائدا في سن العشرين.
في 1 مايو 1948، كان أحد القادة الذين استولوا على قرية سلمة الفلسطينية الواقعة جنوب تل أبيب. وانضم لاحقا إلى وحدة النخبة من الهاجاناه التي شنت غارات على أراضي العرب.
في مارس 1950، تزوج آدم وبنى منزلاً في تل أبيب. في ذلك الوقت أصبح ضابطا في الجيش الإسرائيلي برتبة ملازم. وترقى بسرعة عبر الرتب. وفي عام 1952، أصبح نقيبًا في لواء غيفعاتي. ثم تولى قيادة كتلة بئر السبع برتبة مقدم.
تابع دراسته في الأكاديمية الحربية في فرنسا عام 1964-1966 وعاد ليحصل على رتبة عقيد. وفي حرب الأيام الستة خدم تحت قيادة أرئيل شارون، وأثبت جدارته. وبعد الحرب، أصبح قائدًا للواء جولاني، الذي كان مسؤولاً عن حفظ السلام في الشمال خلال حرب الاستنزاف. وخلال هذا الوقت، رقي إلى رتبة عميد وشغل منصب نائب قائد القيادة الشمالية للجيش الإسرائيلي حتى نهاية حرب يوم الغفران.
في عام 1974، تم نقل آدم إلى سيناء، حيث رقي لرتبة الجنرال، وتولى في النهاية رئاسة القيادة الجنوبية.
كان قائد عملية عنتيبي في 1976 في مطار عنتيبي في أوغندا.
في عام 1978، ذهب إلى الولايات المتحدة للدراسة وعاد ليصبح نائب رئيس الأركان، تحت قيادة رافائيل إيتان، ورئيسًا لمديرية العمليات.
في عام 1982، ذهب آدم إلى الولايات المتحدة مرة أخرى للدراسة، هذه المرة في بيركلي، لكنه عاد إلى إسرائيل بعد أن أعلن رئيس الوزراء مناحيم بيغن تعيين آدم كرئيس للموساد، بدلاً من إسحاق هوفي.
قُتل في حرب لبنان عام 1982 قبل أن يتولى منصبه. في العاشر من يونيو من ذلك العام، في اليوم الرابع من الحرب، كان آدم ومجموعة من الضباط الإسرائيليين يقودون العمليات من فيلا مخصصة بالقرب من بلدة الدامور على بعد 12 كيلومترًا جنوب بيروت. عندما قصفت المنطقة بقذائف هاون، نزل آدم وضابطان آخران إلى الطابق السفلي للاحتماء. أطلق مقاتل فلسطيني كان مختبئا هناك النار مما أدى إلى مقتل آدم وإصابة العقيد حاييم سيلا. كان يكوتيئيل آدم نائب رئيس الأركان، وبالتالي كان أعلى ضابط إسرائيلي يلقى حتفه في المعركة. ولم يتم الكشف عن هوية قاتل آدم. وتعرّفه بعض المصادر على أنه فلسطيني قاصر.
شاهد مسعف في الجيش الإسرائيلي خدم في سجن عسكري إسرائيلي أثناء الحرب ضابطًا يشير إلى صبي يبلغ من العمر 15 عامًا بين مجموعة من الأسرى وقال: «هل ترى هذا الصبي؟ قتل المرحوم يكوتيئيل آدم».
دفن يكوتيئيل آدم في مقبرة كريات شاؤول في تل أبيب. سمي على اسمه شارع في عسقلان وطريق رئيسي في القدس الشمالية.
سار ابنه أودي آدم على خطى والده ليصبح جنرالاً في الجيش الإسرائيلي، ثم عُين لاحقًا قائدًا لقيادة المنطقة الشمالية.